# Abdul Salám Árif
Abdul Salám Árif (21. března 1921 – 13. dubna 1966) byl irácký politik a voják, druhý prezident Iráku. Svou funkci zastával v letech 1963–1966. Sehrál klíčovou roli ve státním převratu Abdula Karima Kásima roku 1958, který svrhnul hášemitskou dynastii a založil republiku.
Kásim ho po převratu jmenoval místopředsedou vlády a ministrem vnitra. Mezi oběma spojenci však rychle rostlo napětí, neboť Kásim byl spíše nacionalistou, kdežto Árif panarabistou. V mocenském zápase zvítězil Kásim a nabídl Árifovi místo velvyslance v Bonnu. Árif odmítl být takto "uklizen", načež byl zatčen a roku 1959 odsouzen za protistátní spiknutí k smrti. Rozsudek však vykonán nebyl a Kásim Árifa propustil roku 1961. V roce 1963 byl Kásim svržen ve státním převratu baasistů a několika panarabských skupin. Ti Árifa zvolili prezidentem, aby využili jeho popularitu u iráckého lidu. Kásim, odsouzený k smrti, pak Árifa žádal o milost, s připomínkou, že on ho také nenechal popravit. Árif souhlasil, avšak jeho podmínkou bylo, že Kárim odpřisáhne na Korán, že to byl právě Árif, kdo roku 1958 ve skutečnosti svrhnul monarchii. To Kárim odmítl a byl popraven. Zemi pak reálně vládl spíše baasistický premiér Ahmad Hasan al-Bakr. S tím však Árif nebyl spokojen, protože baasisté se mu nezdáli dostatečně násirovští. Využil brzy rozkolu uvnitř strany Baas, vytvořil nový kabinet a sám se ujal ústřední role v zemi, přičemž důraz byl kladen na spolupráci s Egyptem a podporu Gámala Násira. Roku 1964 se baasisté pokusili o státní převrat a Árifovo svržení, avšak jejich spiknutí bylo odhaleno a mnoho baasistů, včetně Saddáma Husajna, bylo zatčeno. Roku 1966 Árif zahynul při letecké havárii, na jeho místo nastoupil jeho bratr Abdul Rahmán Árif. Havárii pravděpodobně způsobila sabotáž baasistů.